# Legge di Reed
David P. Reed afferma che l'utilità delle grandi reti, formate da reti di reti (con particolare riferimento alle reti di relazione sociale) cresce esponenzialmente con la dimensione della rete.
La ragione che sta alla base di questa affermazione parte dall'analisi che in una rete di n nodi, il numero dei sottogruppi può essere al massimo pari a 2n-n-1. Infatti 2n è il numero massimo di sottogruppi, ma tra questi ci sono anche il gruppo 0 (vuoto) e n gruppi di 1 elemento (la cui rete non ha valore), da cui il numero finale, che comunque è asintotico a 2n.
Questa legge è particolarmente utilizzata per spiegare gli effetti delle reti sociali nella diffusione dell'informazione.

## Citazione
From David P. Reed's, "The Law of the Pack" (Harvard Business Review, February 2001, pp 23–4):
"[E]ven Metcalfe's law understates the value created by a group-forming network [GFN] as it grows. Let's say you have a GFN with n members. If you add up all the potential two-person groups, three-person groups, and so on that those members could form, the number of possible groups equals 2n. So the value of a GFN increases exponentially, in proportion to 2n. I call that Reed's Law. And its implications are profound."
Da "La legge del Branco" di David P. Reed (Harvard Business Review, Febbraio 2001, pp 23–4):
"Anche la legge di Metcalfe, sottostima il valore creato da una rete di reti (GFN) man mano che questa cresce. Supponiamo di avere una rete GFN di n nodi. Se si aggiungono tutte le potenziali coppie, terne e così via, considerando tutti i gruppi possibili, il numero di gruppi possibili è uguale a 2n. Di conseguenza il valore della rete GFN cresce esponenzialmente nella proporzione di 2n. Io chiamo questo fenomeno la Legge di Reed, e le sue conseguenze sono notevoli."

## Critiche
Al momento sono state fatte alcune critiche alla Legge, in particolare modo:
1. i nodi possono avere un numero massimo di connessioni in grado di gestire,
2. ci sono nodi con capacità aggregativa diversa rispetto ad altri.

Entrambe le critiche nascono proprio dallo studio delle reti di relazione e sociali.